# Here at Last... Bee Gees... Live
Here at Last... Bee Gees... Live es el primer álbum en directo de los Bee Gees. Fue lanzado al mercado en mayo de 1977. Alcanzó la posición #8 en los Estados Unidos, #8 en Australia, #1 en Nueva Zelanda y #2 en España, y vendió 4.6 millones de copias alrededor del mundo.
Here at Last fue la primera grabación oficial de un concierto en vivo lanzada por los Bee Gees, aunque muchas producciones ilegales de actuaciones anteriores han existido a lo largo de los años. El concierto fue filmado y un especial de televisión fue planeado, pero después de revisar la grabación los Bee Gees no estuvieron conformes con la calidad del video y hasta el día de hoy no ha sido lanzado. Un sencillo del concierto, "Edge of the Universe", fue lanzado en los Estados Unidos y en el Reino Unido que llegó a los lugares #16 y #26, respectivamente. Un sencillo promocional con la canción Lonely Days en vivo fue lanzada fue lanzada en los Estados Unidos, pero no marcó en las listas.
La producción del disco ha estado a cargo de los propios Bee Gees, Karl Richardson y Albhy Galuten, para Karlbhy Production.
El álbum fue lanzado en CD en 1990 en un set de 2 CD, aunque había estado fuera del mercado por varios años. Con la actualización del catálogo de los Bee Gees bajo la empresa Rhino, este álbum debería verse en un nuevo lanzamiento el 2009 o 2010, aunque Rhino ya ha remasterizado algunos álbumes fuera del orden cronológico.

## Lista de canciones
Disco 1
1. I've Gotta Get a Message to You - 4:02
2. Love So Right - 4:47
3. Edge of the Universe - 5:15
4. Come on Over - 3:25
5. Can't Keep a Good Man Down - 4:47
6. New York Mining Disaster 1941 - 2:16
7. Run to Me / World - 2:33
8. Holiday / I Can't See Nobody / I Started a Joke / Massachusetts - 7:14
9. How Can You Mend a Broken Heart? - 3:45
10. To Love Somebody - 4:08

Disco 2
1. You Should Be Dancing - 9:22
2. Boogie Child - 5:02
3. Down the Road - 4:32
4. Words - 4:19
5. Wind of Change - 4:42
6. Nights on Broadway - 4:41
7. Jive Talkin' - 5:03
8. Lonely Days - 4:12

- Datos: Q897517